# Campbellöarna

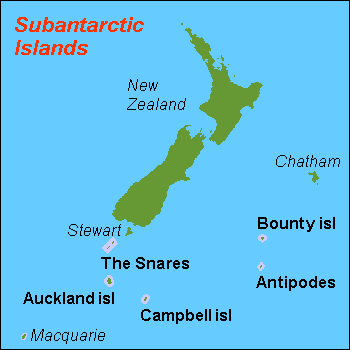
karta över Campbellöarnas läge

Campbellöarna (Campbell Islands) är en ögrupp bland Nya Zeelands subantarktiska öar, som tidigare tillhörde Australien men som idag tillhör Nya Zeeland.

## Geografi
Campbellöarna, som ligger sydöst om Nya Zeeland, består främst av huvudön Campbell (Campbell Island), och flera klippiga småöar som Dent Island, Folly Island och Jacquemart Island.
Campbell-ön (Campbell Island) (52°32.4′S 169°8.7′Ö / 52.5400°S 169.1450°Ö), är den största ön bland Campbellöarna. Den är 115 km², klippig och med den högsta höjden Mount Honey 567 meter över havet på sydsidan. En lång fjord som mynnar ut på östsidan av ön nästan delar ön i två delar. denna fjord fungerar som hamn och har fått samma namn som kapten Hasselburghs fartyg, nämligen Perseverance harbour
Dent Island (52°31.15′S 169°3.75′Ö / 52.51917°S 169.06250°Ö) ligger 3 km väster om Campbell-ön. 
Jacquemart Island (52°37′S 169°7.5′Ö / 52.617°S 169.1250°Ö), är den allra sydligaste delen av Nya Zeeland.

## Historia
Campbellöarna upptäcktes 1810 av kaptenen Frederick Hasselburgh på sälfångarfartyget "Perseverance", som ägdes av det Sydney-baserade företaget Campbell & Co, som kom att ge ögruppen och huvudön sitt namn. Huvudön blev val- och sälfångarnas bas och öarnas populationer av sälar kom nästan att utrotas.
Fram till 1995 var en meteorologisk station i närheten av norra stranden av Perseverance Harbour bemannad året runt men idag finns människor på ön bara periodvis för forskningändamål.
Området upptogs på Unescos världsarvslista 1998.
2003 hade man lyckats utrota den population råttor som tidigare sjöfarare tagit med sig till ön och som ställt till stor skada bland djurlivet, och då främst bland fåglarna på ön. 

## Djurliv
Djurlivet på öarna har decimerats hårt av jakt och av introducerade rovdjur som råttor. Man kan nämna att det på öarna häckar kungsalbatross (Diomedea epomophora), campbellkricka (Anas nesiotis) och gulögd pingvin (Megadyptes antipodes).
På 1970-talet återfann man en liten population av den flygoförmögna campbellkrickan på Dent-ön. Denna kricka trodde man var utdöd sedan över 100 år eftersom den hade försvunnit från Campbell-ön vilket tidigare varit krickans huvudsakliga häckningsområde. Detta på grund av att de råttor som sjöfarare tagit med sig till ön hade gått hårt åt populationen att de försvunnit helt. Men på Dent-ön hade den överlevt eftersom ön saknar rovdjur och råttor. Dock är häckningsområdet för campbellkrickan bara en liten del av öns tjugotal hektar eftersom merparten bara är kala klippor. 1984 startade man ett program för att rädda campbellkricka då man förde fyra individer till Mount Bruce wildlife centre. 1997 rapporterade man dock att populationen hade minskat då man bara återfann tre fåglar.